# Nicole Faria
Nicole Faria, née le 9 février 1990 à Hyderabad (Karnataka), est une actrice et mannequin indienne, élue Miss Terre 2010.

## Filmographie

### Cinéma

#### Longs-métrages
- 2014 : Yaariyan de Divya Khosla Kumar : Jiya
- 2016 : Bir Baba Hindu de Sermiyan Midyat : Gundhi Sandhu